# Hepatoxylon
Hepatoxylon är ett släkte av plattmaskar. Hepatoxylon ingår i familjen Hepatoxylidae.
Hepatoxylon är enda släktet i familjen Hepatoxylidae.
Kladogram enligt Catalogue of Life:
| Hepatoxylon | \| \| Hepatoxylon megacephalum \| \| \| \| \| \| Hepatoxylon trichiuri \| \| \| \| |
|             | \| \| Hepatoxylon megacephalum \| \| \| \| \| \| Hepatoxylon trichiuri \| \| \| \| |
|             | Hepatoxylon megacephalum                                                           |
|             |                                                                                    |
|             | Hepatoxylon trichiuri                                                              |
|             |                                                                                    |